# إيزابو ليفيتو
إيزابو ليفيتو (مواليد 3 مارس 2007) هي لاعبة تزلج فني على الجليد أمريكية، فازت بالمركز الأول في بطولة العالم للتزلج على الجليد للناشئين 2022.

## وصلات خارجية
- إيزابو ليفيتو على موقع الاتحاد الدولي للتزلج (الإنجليزية)